# Eurytoma tinctipennis
Eurytoma tinctipennis är en stekelart som beskrevs av Cameron 1911. Eurytoma tinctipennis ingår i släktet Eurytoma och familjen kragglanssteklar. Inga underarter finns listade i Catalogue of Life.